# Marta Filli
Marta Filli, slovenska publicistka, prevajalka in knjižničarka, * 3. avgust 1926, Tolmin, † med 29. maj 2018 in 30. maj 2018, Tolmin.

## Življenje
Marta Filli se je rodila očetu Vinku Filliju, ki je bil skladatelj in zborovodja, in materi Justini Filli, rojeni Kuk. V Tolminu je obiskovala osnovno šolo od leta 1932 do leta 1937, učiteljišče pa od 1937 do 1944. Učiteljevala je v Tolminu, Soči in Zadlaz Čadrgu. Opravila je gimnazijsko maturo leta 1948 na slovenskem liceju v Trstu in se leta 1954 zaposlila kot ravnateljica v Ljudski knjižnici Tolmin, kjer je ostala do upokojitve leta 1989. Dve leti je poučevala na učiteljišču v Tolminu, in sicer predmet knjižničarstvo, poleg tega pa je tudi predavala na knjižničarskem seminarju v Novi Gorici.

## Delo
Zgradila je temelje tolminskega in okoliškega knjižničarstva. Sprva se je osredotočila na izboljšanje delovanja knjižnice v Tolminu, kasneje pa se je posvetila tudi okoliškim knjižnicam. S svojim delovanjem je veliko pripomogla h kulturnemu dogajanju v Tolminu, saj je organizirala razstave in prireditve in veliko knjižničarskih dejavnosti. Je ustanoviteljica prvega glasebenega oddelka v Sloveniji, ki deluje od leta 1974 dalje. Zasnovala je pravila za katalogizacijo glasbenega gradiva, ki so jo prevzele tudi vse druge knjižnice. Glasbeni oddelek je zasnovala z vzorom iz tujine s pomočjo dirigenta Uroša Lajovica. Obiskovalci knjižnice so lahko izbirali med 500 ploščami klasične glasbe. Marta Filli je uvedla v knjižnici tudi ure pravljic, ki jih je sama vodila sedemnajst let in otroke iz Tolmina uvajala v svet literature.
Aktivna je bila tudi na področju strokovnega pisanja. Največ se je ukvarjala s področjem knjižničarstva, tako so nastali prispevki za revijo Knjižnica, in sicer Stanje knjižnic na Tolminskem 1960, Knjižničarstvo na Tolminskem 1968, Knjižnica Tolmin po potresu 1976 in drugi. Zanimala se je tudi za knjižničarstvo širše od lokalnega, poročala je o knjižničarstvu v Italiji, se kot zastopnik jugoslovanskih knjižničarjev udeležila kongresa italijanskih bibliotekarjev leta 1971. Sodelovala je tudi pri obdelavi knjižnih fondov knjižničarske mreže. Bila je članica izvršnega odbora v okviru strokovne organizacije DBS, članica odbora za družbeni nadzor pri Skupnosti knjižnic Slovenije in članica republiškega odbora za knjigo.
Marta Filli je bila tudi pesnica. Svoje pesmi je objavljala v Obzorniku Prešernove družbe, v Naših razgledih in Jadranskem koledarju. Pisala je tudi mladinsko kratko prozo, ki je bila objavljana v Primorskih novicah in Barčici. Objavljala je tudi publicistična besedila v Tovarišu, Poletu, 7 dneh, Knjigi, Tolminskem zborniku 1 in 2. Veliko je tudi prevajala, med drugim krajše proze in poezijo v Naših razgledih in Obzorniku Prešernove družbe. V poznem življenjskem obdobju je prevedla dve knjigi Giacoma Leopardija, in sicer Pesmi in proza leta 2000 ter Pesmi in pisma leta 2012. Prevajala je tudi iz slovenščine v italijanščino, prevedla je tri črtice Emilijana Cevca iz knjige Preproste stvari, pa tudi vrsto pesmi v Settimana dellamicizia in Casarsa. V sodelovanju z Danico Janovski je prevedla delo Mitje Vidica, in sicer Rokomet, pravila igre.

## Nagrade
Leta 1967 je prejela Čopovo diplomo, najvišje priznanje na področju knjižničarstva, ki ga podeljuje Društvo bibliotekarjev Slovenije. Leta 1982 ji je Zveza kulturnih organizacij Slovenije podelila Trubarjevo diplomo. Kasneje leta 2017 je na pobudo Društva za ohranjanje in razvoj Tolmina bila imenovana za častno občanko Občine Tolmin, in sicer za življenjsko delo na področju kulturno-izobraževalne dejavnosti.